# 호앙푹 사원

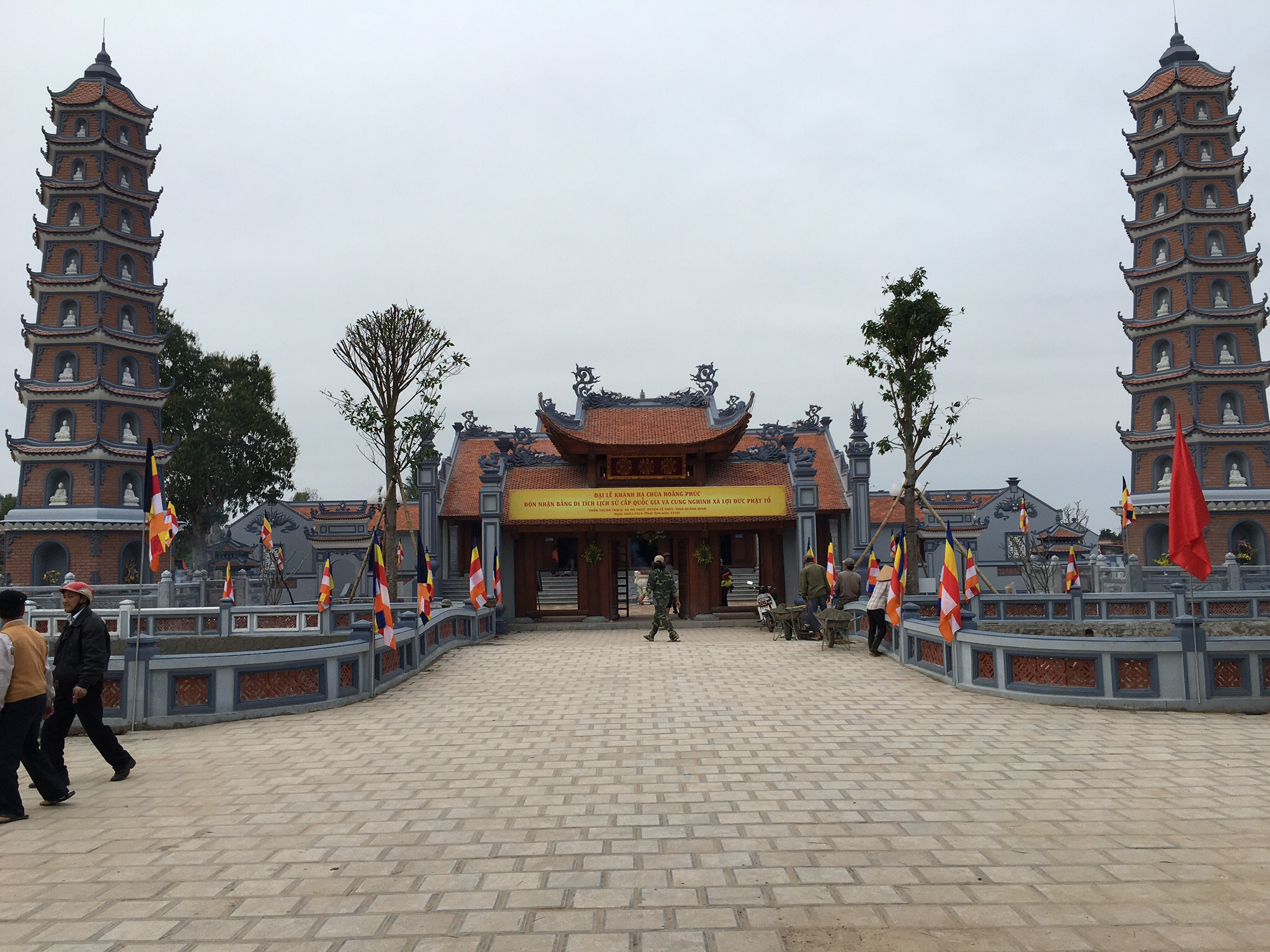
호앙푹 사원

호앙푹 사원(베트남어: Chùa Hoằng Phúc, 弘福寺)은 베트남 꽝빈성 레투이현에 있는 절이다. 700년 이상의 역사를 갖고 있으며, 중부 베트남에서 가장 오래된 사원 중 하나이다.
호앙푹 사원은 여러 차례 재건된 역사를 갖고 있으며, 1985년 태풍이 지나간 후 입구와 종, 불상을 제외한 대부분이 파괴되었다. 이후 2014년 12월 재건 작업에 들어갔으며, 2016년 1월 16일 완공되었다. 또한 호앙푹 사원의 재건 기념으로 미얀마 불교 교단에서 슈웨다곤 파고다에 안치된 사리를 기증하였다.

## 역사
1301년 쩐 왕조의 왕 쩐년통은 이 사원을 방문했고, 그 후 찌끼엔 사원( Tri Kien Temple)으로 불렸다. 응우옌 가문의 가주인 응우옌푹쭈는 1716년에 이 사찰을 낀티엔뜨(낀티엔사)로 개칭했다. 응우옌 왕조의 민망 황제는 1821년 이 절에 방문하여 이 절의 이름을 호응푹뜨(弘福寺)로 바꾸었으며, 짬 또는 쭈아꽌(짬사 또는 꽌사)라고 불렀다.
그 탑은 여러 번 다시 세워졌다. 1985년 열대성 태풍으로 심한 황폐화를 겪었던 이곳은 일주문과 절의 기초, 80kg짜리 동종, 몇 개의 오래된 불상 외에는 별다른 것이 없었다. 이 절은 꽝빈성 유적에 포함되었다.
2014년 12월 탑재건이 시작되었다.  2016년 1월 16일 베트남 정부 관계자, 베트남과 미얀마의 불교 샹하 회원, 캄보디아 국사 텝봉, 베트남 전역의 불교 신자들이 참여하여 이 새로운 탑이 출범하였다. 호앙푹탑은 베트남의 국사 유물로 인정받고 있다. 미얀마 불교 상하는 개회일에 양곤의 슈웨다곤 파고다에서 호앙푹 파고다로 부처님의 사리를 증정하였다.